# Harold Ade
William Harold Ade (ur. 22 marca 1912 w La Mesa w Kalifornii, zm. 19 czerwca 1988 w Oak Park Township w Illinois) – amerykański kolarz, olimpijczyk, strażak.
Reprezentował Stany Zjednoczone w konkursie wyścigu na dochodzenie na 4000 metrów na Letnich Igrzyskach Olimpijskich 1932, które odbyły się w Los Angeles w stanie Kalifornia. W rundzie kwalifikacyjnej ukończył konkurencję w czasie 5:17.4 i zajął 5. miejsce. Nie dotarł do dalszych etapów rozgrywek.

## Życie prywatne
Po zakończeniu kariery sportowej został strażakiem a później objął stanowisko zastępcy szefa jednostki straży pożarnej w Oak Park Township w stanie Illinois.